# 이토 쓰토무
이토 쓰토무(일본어: 伊東 勤, 1962년 8월 29일 ~ )는 일본의 전 프로 야구 선수이자 야구 지도자, 야구 해설가·평론가이다. 구마모토현 호타쿠군 다쿠마촌(현: 구마모토시 히가시구) 출신이며 현역 시절 포지션은 포수였다.
현역 시절 포수로서 역대 3위가 되는 2327경기에 출전하여 세이부 라이온스 황금 시대의 간판 포수로 활약했다. 현역 은퇴 후인 2004년부터 2007년까지 세이부 감독, 2012년에는 두산 베어스 코치, 2013년부터 2017년까지 지바 롯데 마린스 감독, 2019년부터 2021년까지  주니치 드래건스 1군 수석 코치를 맡았다.

## 인물

### 프로 입단 전
구마모토 공업고등학교 정시제 과정에 재학 중 처음에는 외야수였지만 포수로 변경되었다.
1980년, 구마모토 현대회 결승전에서 아키야마 고지가 소속되어 있는 야쓰시로 고등학교를 누르고 여름에 있은 고시엔 대회에 출전했는데 당시 세이부의 감독을 맡고 있던 네모토 리쿠오가 이토의 재능과 소질을 높게 평가하면서 이듬해인 1981년에 재학 중인 구마모토 공업고등학교로부터 사이타마현에 위치한 사이타마 현립 도코로자와 고등학교(정시제)로 전학을 갔다. 동시에 세이부 구단의 직원으로 채용되었는데 다른 평사원들보다 직급이 낮은 직원으로서 사무직으로 일하는가 하면 때로는 연습생으로서 활동해 밤에는 고등학교로 통학을 하는 생활을 보냈다. 이것은 네모토 감독이 타 구단으로부터 이토를 빼앗기는 것을 막기 위한 일종의 ‘확보’였다고 후에 밝혀졌다.

### 선수 시절
1981년 프로 야구 드래프트 회의에서 세이부 라이온스로부터 1순위로 지명을 받아 정식으로 입단했고 프로 1년 차인 1982년 시즌에는 33경기에 출전하는 것을 시작으로 2년 차인 1983년에는 56경기의 출전 경험을 쌓아 1983년 일본 시리즈에서는 4차전 이후 오이시 도모요시, 구로다 마사히로를 그대로 두어 선발 멤버로 발탁했다. 다음 해인 1984년부터 팀내 간판 포수가 된다.
당초에는 팀내 일부 주력 투수가 백네트 뒤의 경기 기록원과 투구 사인의 교환을 하는 등 이토가 내는 사인에 따라 던져 주지 않는 상태였지만 뛰어난 수비력으로 신뢰를 쌓아 나가며 이후 세이부의 포수 자리를 계속 차지했다. 1992년 일본 시리즈에서는 야쿠르트 스왈로스 노무라 가쓰야 감독의 제자인 후루타 아쓰야와 모리 마사아키 감독의 제자 이토의 대결이 있었지만 노무라 감독은 “이토의 리드에는 경향이 나오지 않기 때문에 읽기 어렵다”라고 말했을 정도였다. 리드하는 것 외에도 뛰어난 캐칭 기술을 가지고 있어 큰 소리와 얇은 부분에서 받아들이는 기술에 뛰어나고 있었다. 큰 소리를 들으면 심판은 사기가 고양해지면서 스트라이크를 내기가 쉬워져 타자도 큰 소리로 “오늘은 상태가 좋은 것 같다” 라고 경계하게 되었다고 한다. 20년 가깝게 주전 포수 자리에 군림하면서도 타 구단에서 포수를 맡은 오미야 다쓰오, 나카오 다카요시, 우에다 유키히로, 나카지마 사토시 등이나 아마추어 야구로 활약한 나카다 히데시, 가키우치 데쓰야, 다카기 다이세이, 와다 가즈히로, 가이즈카 마사히데 등과 경쟁한 끝에 이겼다.
1994년, 긴테쓰 버펄로스와의 개막전에서는 3점을 뒤지고 있는 상황에서 역전 끝내기 만루 홈런을 때려내며 개인 통산 1000안타를 달성했다. 당시 프로 야구를 대표하는 마무리 투수였던 아카호리 모토유키에게서 떼어 놓은 극적인 일타였다. 이 경기를 TV 아사히가 중계하고 있었지만 정확히 이토가 그 일타를 날리는 순간 방송 시간이 종료되는 바람에 시청자들의 항의 전화가 쇄도했다는 에피소드가 있었다.
2001년 시즌 종료 후 구단 측에서 감독을 맡아달라는 요청을 받았지만 “(선수 겸임 감독이라면)양쪽 모두 어중간하게 된다”라고 말을 하여 극구 사양했다. 그러나 코치 겸임과 관련해서는 이를 수락해 2002년에는 종합 코치 겸 포수로서 현역 생활을 계속 보내는 등 이듬 해인 2003년에 현역 생활을 은퇴했다.
선수 생활 22년 동안 팀의 14차례 퍼시픽 리그 우승, 8차례 일본 시리즈 우승을 경험했고 특히 선수로서는 일본 시리즈에서 센트럴 리그 전체 6개 구단을 상대로 대전을 했다(그러나 현 시점에서는 아직 이토 밖에 없다). 그 중 한신 타이거스(1985년)와 요코하마 베이스타스(1998년)를 제외한 4개 구단을 상대로 일본 시리즈 우승을 차지했다.
포수로서의 통산 출장 경기 수인 2327경기는 역대 3위의 기록이며, 베스트 나인 수상은 10회, 골든 글러브상은 11차례나 수상했다. 1996년 9월 7일부터 1998년 5월 27일에 있어서는 포수로서의 프로 야구 신기록이 되는 1263차례의 수비 기회 연속 무실책을 기록하고 있다. 그리고 통산 희생타 305개는 퍼시픽 리그 역대 1위이고, 포수로서는 가장 드문 빠른 발을 가진 선수로 알려질 정도로 통산 134도루는 포수로서의 일본 기록을 갖고 있다. 1984년의 시즌 20도루는 포수로서의 퍼시픽 리그 기록이다.

### 세이부 감독 시절
2004년부터 친정 팀인 세이부의 감독으로 취임하여 이토 본인의 은퇴, 마쓰이 가즈오의 메이저 리그 이적, 알렉스 카브레라의 사구에 의한 장기 이탈 등에서 고전이 예상되었지만 이토의 빈 자리를 호소카와 도루가, 마쓰이의 구멍을 나카지마 히로유키가, 카브레라의 빈 자리를 지바 롯데 마린스에서 이적한 호세 페르난데스가 메워준 것에 의해 팀은 정규 시즌 2위를 기록했고 이후 플레이오프와 일본 시리즈를 모두 2년 만의 리그 우승, 12년 만의 일본 시리즈 우승을 동시에 달성했다.
현역에서 은퇴한 후 바로 감독이 된 것은 5명(후지타 소이치, 이나오 가즈히사, 나가시마 시게오, 히로세 요시노리, 아리토 미치요)이나 있었지만 이들 모두 팀 성적은 5위나 최하위(후지타와 아리토는 5위, 이나오와 나가시마, 히로세는 6위) 성적을 기록한 것 밖에 없어 이 징크스를 깬 쾌거였다. 이후에 가진 주니치 드래건스와의 일본 시리즈에서는 이토의 ‘레오류’(レオ流) vs 오치아이 히로미쓰의 ‘오레류’(オレ流)와의 대결이라고 말할 정도였다.
2년 뒤인 2006년 7월 19일, 후쿠오카 소프트뱅크 호크스전(후쿠오카 돔)에서 클로즈 플레이에 대한 판정을 둘러싸고 심판에게 거칠게 항의하다가 폭력을 휘둘러 선수 시절과 감독 시절을 통해서는 처음으로 퇴장 처분을 받았다. 같은 해 홋카이도 닛폰햄 파이터스와의 1경기차로 정규 시즌 2위를 기록했지만 플레이오프에서는 당시 3위팀이었던 소프트뱅크한테 1승 2패의 성적을 기록하여 패배했다.
그러나 이듬해인 2007년에는 주력 선수들의 잇따른 성적 부진과 부상으로 침체를 겪었고 교류전에서 10연패라는 최악의 성적을 기록하는 등 세이부로서는 26년 만에 B클래스(4위 ~ 6위, 하위권을 지칭하는 일본 언론의 표현)로 떨어지는 불운을 겪어 결국에는 하위권에서 벗어나지 못한 채 시즌을 마쳤다. 이것으로 인해 성적 부진에 대한 책임을 물어 감독직에서 물러났다.
감독으로서는 당시 부동의 주전 선수라고 말할 수 있는 선수가 적었던 경우도 있어 포수와 투수의 궁합이나 플래툰 시스템을 고집했다. 대표적인 예로 와쿠이 히데아키 - 스미타니 긴지로와 같은 10대 배터리라든가, 마쓰자카 다이스케 - 호소카와 도루와의 배터리 등 우완 투수시의 선발 멤버는 이시이 요시히토, 후쿠치 가즈키, 구리야마 다쿠미, 제프리 리퍼, 좌완 투수시의 선발 멤버는 나카무라 다케야, 사토 도모아키, 히라오 히로시, 에토 아키라 등 와타나베 히사노부 2군 감독(당시)이 육성한 신진 야수, 구단 프런트가 보강한 중견·베테랑 야수를 전부 사용하면서 2008년의 약진에 연결시키기도 했다.
이토가 선수로서 입단한 1982년에 세이부는 첫 우승을 장식해 그 이후에는 세이부 황금 시대의 중심 선수로서 세이부 황금기의 멤버들이 팀을 떠나는 가운데에서도 끝까지 세이부 라이온스에서 몸담았던 선수였다. 감독으로 취임 1년째에 일본 시리즈 우승을 달성, 이토는 프로 야구 인생에 있어서 처음으로 최하위 성적(B클래스, 5위)을 기록한 2007년에 팀을 탈퇴해 세이부 라이온스의 영광과 좌절을 상징하는 인물이었다고 말할 수 있다.

### 세이부 감독 퇴임 후
2007년 시즌 종료 후 2007년 일본 시리즈에서 NHK 위성 제1텔레비전의 게스트 해설자로 출연해 해설가로 데뷔했다. 이듬해 2008년부터는 NHK 등에서 프로 야구 중계와 메이저 리그의 야구 해설 위원, 2009년부터는 산케이 스포츠의 평론가로 맡았다. 2009년 월드 베이스볼 클래식을 앞두고 2008년 11월 15일에는 하라 다쓰노리 감독이 이끄는 일본 야구 국가대표팀의 수석코치로 발탁되었고, 이듬해인 본선 대회에서 일본의 WBC 2연패 달성에 기여했다.
2011년 스프링캠프에서 KBO 리그 팀인 LG 트윈스의 포수 인스트럭터로 초빙되었고, 같은 해 11월 22일에는 KBO 리그 두산 베어스의 수석코치로 영입되어 1시즌 동안 재임했다. 두산에 있었을 당시 포수 자원이 더 필요하다고 주장한 그는 경찰청에서 복귀한 백업 포수 최재훈을 눈여겨보며 최재훈을 집중 지도했고, 최재훈은 이토의 손을 거치며 포수 기량을 키웠다. 이토가 두산을 떠난 후에도, 두 사람은 서로의 안부를 묻는 사이로 알려져 있다.
2012년 시즌 후 지바 롯데 마린스의 감독으로 선임되었다.

### 지바 롯데 감독 시절
2013년부터 2017년까지 맡았는데 롯데는  본인(이토)의 롯데 감독 부임 다음 해인 2014년부터 매년 시즌 뒤 대만을 찾고 있다.

### 해설자로 복귀
감독 퇴임 후인 2017년 10월 30일에는 사무라이 재팬 강화위원회 편성담당강화부본부장, 2018년에는 NHK 해설자로 복귀함과 동시에 스포츠 닛폰 평론가로 부임했다.

### 주니치 코치 시절
2018년 10월 29일, 요다 쓰요시 감독에 의해서 초빙돼, 2019년 시즌부터 주니치 드래건스 수석 코치로 취임했다. 등번호는 91번이 됐다.
2019년 11월 23일에 내년도 시즌 코칭스태프가 발표되면서 세이부 감독·두산 코치·지바 롯데 감독으로 재임 당시에 붙였던 83번으로의 등번호 변경이 발표됐다. 2021년을 끝으로 퇴단했다.

### 다시 해설자로
2022년에 NHK 해설자·스포츠 닛폰 평론가로 복귀했다.

## 상세 정보

### 출신 학교
- 구마모토 현립 구마모토 공업고등학교
- 사이타마 현립 도코로자와 고등학교

### 선수 경력
- 세이부 라이온스(1982년 ~ 2003년)

### 지도자·기타 경력
지도자
- 세이부 라이온스 종합 코치(2002년 ~ 2003년) ※플레잉 코치
- 세이부 라이온스 감독(2004년 ~ 2007년)
- 2009년 월드 베이스볼 클래식 일본 대표팀 수석 코치
- 두산 베어스 수석 코치(2012년)
- 지바 롯데 마린스 감독(2013년 ~ 2017년)
- 주니치 드래건스 수석 코치(2019년 ~ 2021년)

해설자
- NHK 야구 해설자(2008년 ~ 2011년, 2018년)
- 산케이 스포츠 평론가(2009년 ~ 2011년)

### 수상·타이틀 경력
- 베스트 나인 : 10회(1985년 ~ 1988년, 1990년 ~ 1992년, 1997년, 1998년, 2002년) ※ 포수 부문에서 10회 수상은 역대 2위
- 골든 글러브상 : 11회(1985년 ~ 1988년, 1990년 ~ 1992년, 1994년, 1995년, 1997년, 1998년) ※수상 횟수 역대 공동 2위·포수 부문 역대 최다(2020년도 발표 시점)
- 일본 시리즈 우수 선수상 : 1회(1990년)
- 퍼시픽 리그 공로상 : 2회(2003년, 2007년)
- 최우수 배터리상 : 6회 ※최다 타이 기록
  - 1991년 : 구도 기미야스
  - 1992년 : 이시이 다케히로
  - 1996년 ~ 1998년 : 니시구치 후미야
  - 2002년 : 도요다 기요시
- 쇼리키 마쓰타로상 : 1회(2004년) ※감독으로서 수상
- 퍼시픽 리그 우승 감독상 : 1회(2004년)
- 일본 야구 명예의 전당 헌액자(2017년)

### 개인 기록

#### 첫 기록
- 첫 출장 : 1982년 4월 11일, 대 한큐 브레이브스 전기 2차전(세이부 라이온스 구장), 7회초에 오이시 도모요시를 대신해 포수로서 출장
- 첫 타석 : 상동, 8회말에 이마이 유타로 앞에서 투수 플라이
- 첫 안타 : 1982년 5월 4일, 대 긴테쓰 버펄로스 전기 3차전(세이부 라이온스 구장), 8회말에 무라타 다쓰미로부터 2루타
- 첫 삼진 : 1982년 5월 23일, 대 긴테쓰 버펄로스 전기 6차전(아키타 시영 야바세 구장), 9회초에 무라타 다쓰미로부터
- 첫 선발 출장 : 1982년 8월 29일, 대 긴테쓰 버펄로스 후기 7차전(세이부 라이온스 구장), 8번·포수로서 선발 출장
- 첫 타점 : 1982년 9월 29일, 대 난카이 호크스 후기 10차전(오사카 구장), 5회초에 후지타 마나부로부터 적시타
- 첫 희생타 : 1983년 8월 11일, 대 닛폰햄 파이터스 17차전(이와테 현영 야구장), 2회말에 기다 이사무로부터 투수 앞 희생타
- 첫 도루 : 1983년 8월 19일, 대 난카이 호크스 17차전(오사카 구장)
- 첫 홈런 : 1984년 5월 12일, 대 긴테쓰 버펄로스 7차전(세이부 라이온스 구장), 8회말에 무라타 다쓰미로부터 솔로 홈런

#### 기록 달성 경력
- 통산 1000경기 출장 : 1991년 6월 26일, 대 닛폰햄 파이터스 12차전(세이부 라이온스 구장), 7번·포수로서 선발 출장 ※역대 294번째
- 통산 1000안타 : 1994년 4월 9일, 대 긴테쓰 버펄로스 1차전(세이부 라이온스 구장), 9회말에 아카호리 모토유키로부터 좌월 역전 끝내기 만루 홈런 ※역대 173번째
- 통산 200희생타 : 1994년 7월 17일, 대 후쿠오카 다이에 호크스 16차전(후쿠오카 돔), 2회초에 와카타베 겐이치로부터 ※역대 14번째
- 통산 100홈런 : 1994년 8월 27일, 대 닛폰햄 파이터스 20차전(도쿄 돔), 4회초에 시바쿠사 히로시로부터 좌월 솔로 홈런 ※역대 179번째
- 통산 1500경기 출장 : 1995년 7월 9일, 대 긴테쓰 버펄로스 15차전(후지이데라 구장), 8회초에 쓰지 하쓰히코의 대타로서 출장 ※역대 114번째
- 통산 250희생타 : 1997년 9월 6일, 대 지바 롯데 마린스 23차전(지바 마린 스타디움), 4회초에 에노키 야스히로로부터 투수 앞 희생타 ※역대 6번째
- 통산 1500안타 : 1999년 9월 3일, 대 오사카 긴테쓰 버펄로스 22차전(오사카 돔), 2회초에 고이케 히데오로부터 좌전 안타 ※역대 78번째
- 통산 2000경기 출장 : 2000년 4월 23일, 대 닛폰햄 파이터스 5차전(도쿄 돔), 8번·포수로서 선발 출장 ※역대 30번째
- 통산 300희생타 : 2002년 6월 8일, 대 지바 롯데 마린스 10차전(세이부 돔), 6회말에 다나카 다카시로부터 포수 앞 희생타 ※역대 4번째
- 통산 150홈런 : 2002년 7월 6일, 대 오사카 긴테쓰 버펄로스 12차전(삿포로 돔), 6회말에 마이크 존슨으로부터 좌월 3점 홈런 ※역대 121번째
- 통산 1000삼진 : 2002년 7월 24일, 대 닛폰햄 파이터스 19차전(도쿄 돔), 7회초에 시바쿠사 히로시로부터 ※역대 28번째

#### 기타
- 올스타전 출장 : 16회(1984년 ~ 1998년, 2002년)

### 등번호
- 27(1982년 ~ 2003년)
- 83(2004년 ~ 2007년, 2012년 ~ 2017년, 2020년 ~ 2021년)
- 91(2019년)

### 연도별 타격 성적
| 연 도       | 소 속       | 경 기 | 타 석 | 타 수 | 득 점 | 안 타 | 2 루 타 | 3 루 타 | 홈 런 | 루 타 | 타 점 | 도 루 | 도 루 자 | 희 생 번 | 희 생 플 | 볼 넷 | 고 4 | 사 구 | 삼 진 | 병 살 타 | 타 율 | 출 루 율 | 장 타 율 | O P S |
| ----------- | ----------- | ----- | ----- | ----- | ----- | ----- | ------- | ------- | ----- | ----- | ----- | ----- | -------- | -------- | -------- | ----- | ---- | ----- | ----- | -------- | ----- | -------- | -------- | ----- |
| 1982년      | 세이부      | 33    | 36    | 33    | 3     | 8     | 3       | 0       | 0     | 11    | 1     | 0     | 0        | 0        | 0        | 1     | 0    | 2     | 3     | 0        | .242  | .306     | .333     | .639  |
| 1983년      | 세이부      | 56    | 137   | 108   | 22    | 21    | 3       | 0       | 0     | 24    | 6     | 3     | 2        | 6        | 1        | 17    | 0    | 5     | 19    | 3        | .194  | .328     | .222     | .550  |
| 1984년      | 세이부      | 113   | 408   | 345   | 44    | 98    | 15      | 1       | 10    | 145   | 44    | 20    | 16       | 12       | 2        | 38    | 0    | 11    | 46    | 4        | .284  | .371     | .420     | .791  |
| 1985년      | 세이부      | 124   | 481   | 411   | 57    | 106   | 19      | 5       | 12    | 174   | 62    | 13    | 11       | 9        | 6        | 50    | 4    | 5     | 43    | 11       | .258  | .341     | .423     | .764  |
| 1986년      | 세이부      | 129   | 485   | 418   | 59    | 98    | 20      | 3       | 11    | 157   | 40    | 18    | 11       | 24       | 2        | 39    | 1    | 2     | 70    | 11       | .234  | .302     | .376     | .678  |
| 1987년      | 세이부      | 124   | 465   | 405   | 42    | 100   | 14      | 1       | 10    | 146   | 51    | 7     | 3        | 15       | 5        | 34    | 2    | 6     | 77    | 7        | .247  | .311     | .360     | .671  |
| 1988년      | 세이부      | 129   | 506   | 429   | 51    | 108   | 16      | 5       | 11    | 167   | 56    | 2     | 4        | 24       | 2        | 50    | 5    | 1     | 68    | 11       | .252  | .330     | .389     | .719  |
| 1989년      | 세이부      | 117   | 437   | 374   | 37    | 88    | 14      | 1       | 9     | 131   | 35    | 3     | 2        | 14       | 2        | 45    | 0    | 2     | 56    | 9        | .235  | .319     | .350     | .669  |
| 1990년      | 세이부      | 119   | 421   | 366   | 47    | 103   | 20      | 3       | 11    | 162   | 43    | 4     | 2        | 16       | 4        | 30    | 3    | 5     | 56    | 2        | .281  | .341     | .443     | .784  |
| 1991년      | 세이부      | 124   | 461   | 392   | 51    | 83    | 17      | 0       | 8     | 124   | 44    | 3     | 1        | 27       | 2        | 36    | 1    | 4     | 59    | 5        | .212  | .283     | .316     | .599  |
| 1992년      | 세이부      | 124   | 443   | 365   | 52    | 96    | 14      | 3       | 4     | 128   | 49    | 10    | 2        | 23       | 4        | 45    | 3    | 6     | 59    | 3        | .263  | .350     | .351     | .701  |
| 1993년      | 세이부      | 128   | 472   | 401   | 36    | 90    | 15      | 1       | 7     | 128   | 39    | 6     | 4        | 19       | 4        | 46    | 0    | 2     | 63    | 9        | .224  | .305     | .319     | .624  |
| 1994년      | 세이부      | 113   | 403   | 338   | 44    | 86    | 12      | 3       | 8     | 128   | 53    | 17    | 5        | 22       | 3        | 38    | 1    | 2     | 48    | 7        | .254  | .331     | .379     | .710  |
| 1995년      | 세이부      | 125   | 429   | 386   | 40    | 95    | 21      | 0       | 6     | 134   | 43    | 9     | 4        | 9        | 2        | 27    | 0    | 5     | 59    | 8        | .246  | .302     | .347     | .649  |
| 1996년      | 세이부      | 92    | 289   | 248   | 24    | 64    | 10      | 0       | 6     | 92    | 26    | 2     | 2        | 11       | 5        | 23    | 1    | 2     | 25    | 6        | .258  | .320     | .371     | .691  |
| 1997년      | 세이부      | 129   | 494   | 436   | 50    | 122   | 19      | 1       | 13    | 182   | 56    | 5     | 3        | 21       | 2        | 29    | 3    | 6     | 48    | 11       | .280  | .332     | .417     | .749  |
| 1998년      | 세이부      | 114   | 370   | 325   | 34    | 79    | 11      | 2       | 8     | 118   | 38    | 4     | 1        | 9        | 2        | 31    | 0    | 3     | 42    | 10       | .243  | .313     | .363     | .676  |
| 1999년      | 세이부      | 95    | 296   | 258   | 27    | 74    | 10      | 1       | 3     | 95    | 24    | 1     | 2        | 9        | 4        | 20    | 0    | 5     | 35    | 6        | .287  | .345     | .368     | .713  |
| 2000년      | 세이부      | 94    | 277   | 245   | 21    | 52    | 9       | 0       | 5     | 76    | 19    | 3     | 2        | 7        | 1        | 22    | 0    | 2     | 48    | 3        | .212  | .281     | .310     | .591  |
| 2001년      | 세이부      | 106   | 293   | 236   | 15    | 48    | 5       | 1       | 2     | 61    | 20    | 1     | 1        | 16       | 3        | 35    | 0    | 3     | 41    | 9        | .203  | .310     | .258     | .568  |
| 2002년      | 세이부      | 118   | 383   | 341   | 29    | 87    | 12      | 1       | 8     | 125   | 50    | 3     | 2        | 9        | 4        | 24    | 0    | 5     | 48    | 9        | .255  | .310     | .367     | .677  |
| 2003년      | 세이부      | 73    | 205   | 190   | 13    | 32    | 7       | 0       | 3     | 48    | 12    | 0     | 1        | 3        | 0        | 11    | 0    | 1     | 31    | 2        | .168  | .218     | .253     | .471  |
| 통산 : 22년 | 통산 : 22년 | 2379  | 8191  | 7050  | 798   | 1738  | 286     | 32      | 156   | 2556  | 811   | 134   | 81       | 305      | 60       | 691   | 24   | 85    | 1044  | 146      | .247  | .319     | .363     | .682  |

### 연도별 수비 성적
| 연도        | 소속        | 포수  | 포수  | 포수  | 포수  | 포수  | 포수     | 포수  | 포수      | 포수      | 포수     | 포수     |
| 연도        | 소속        | 경 기 | 척 살 | 보 살 | 실 책 | 병 살 | 수 비 율 | 포 일 | 도루 시도 | 도루 허용 | 도 루 자 | 저 지 율 |
| ----------- | ----------- | ----- | ----- | ----- | ----- | ----- | -------- | ----- | --------- | --------- | -------- | -------- |
| 1982        | 세이부      | 17    | 41    | 0     | 0     | 0     | 1.000    | 0     | 6         | 6         | 0        | .000     |
| 1983        | 세이부      | 53    | 186   | 18    | 1     | 1     | .995     | 6     | 34        | 22        | 12       | .353     |
| 1984        | 세이부      | 113   | 564   | 65    | 8     | 7     | .987     | 9     | 122       | 79        | 43       | .352     |
| 1985        | 세이부      | 124   | 669   | 66    | 4     | 8     | .995     | 7     | 97        | 59        | 38       | .392     |
| 1986        | 세이부      | 129   | 834   | 62    | 4     | 9     | .996     | 3     | 87        | 57        | 30       | .345     |
| 1987        | 세이부      | 123   | 647   | 46    | 4     | 7     | .994     | 12    | 77        | 62        | 15       | .195     |
| 1988        | 세이부      | 129   | 619   | 52    | 6     | 10    | .991     | 8     | 84        | 60        | 24       | .286     |
| 1989        | 세이부      | 115   | 662   | 53    | 5     | 5     | .993     | 2     | 114       | 80        | 34       | .298     |
| 1990        | 세이부      | 119   | 798   | 55    | 2     | 16    | .998     | 8     | 84        | 58        | 26       | .310     |
| 1991        | 세이부      | 124   | 816   | 53    | 2     | 11    | .998     | 7     | 86        | 54        | 32       | .372     |
| 1992        | 세이부      | 123   | 855   | 49    | 6     | 9     | .993     | 2     | 70        | 48        | 22       | .314     |
| 1993        | 세이부      | 126   | 934   | 54    | 6     | 15    | .994     | 1     | d85       | 54        | 31       | .365     |
| 1994        | 세이부      | 111   | 750   | 45    | 5     | 12    | .994     | 3     | d65       | 37        | 28       | .431     |
| 1995        | 세이부      | 123   | 814   | 56    | 5     | 6     | .994     | 2     | 83        | 50        | 33       | .398     |
| 1996        | 세이부      | 85    | 568   | 48    | 3     | 7     | .995     | 2     | 54        | 38        | 16       | .296     |
| 1997        | 세이부      | 129   | 874   | 69    | 0     | 15    | 1.000    | 2     | 98        | 69        | 29       | .296     |
| 1998        | 세이부      | 110   | 704   | 61    | 6     | 16    | .992     | 1     | 85        | 57        | 28       | .329     |
| 1999        | 세이부      | 92    | 593   | 42    | 4     | 6     | .994     | 2     | 63        | 45        | 18       | .286     |
| 2000        | 세이부      | 88    | 522   | 36    | 3     | 7     | .995     | 4     | 64        | 46        | 18       | .281     |
| 2001        | 세이부      | 104   | 594   | 44    | 2     | 7     | .997     | 3     | 56        | 41        | 15       | .268     |
| 2002        | 세이부      | 117   | 847   | 48    | 1     | 3     | .999     | 5     | 65        | 49        | 16       | .246     |
| 2003        | 세이부      | 73    | 437   | 23    | 0     | 6     | 1.000    | 3     | 40        | 31        | 9        | .225     |
| 통산 : 22년 | 통산 : 22년 | 2327  | 14328 | 1045  | 77    | 183   | .995     | 92    | 1673      | 1102      | 571      | .341     |

- 굵은 글씨는 시즌 최고 성적.
- 연도에서 굵은 글씨는 골든 글러브상 수상 연도.

### 연도별 감독 성적

#### 정규 시즌
| 연도       | 소속       | 순위       | 경기 | 승리 | 패전 | 무승부 | 승률 | 팀 홈런                      | 팀 타율                      | 팀 평균자책점                | 연령                         |
| ---------- | ---------- | ---------- | ---- | ---- | ---- | ------ | ---- | ---------------------------- | ---------------------------- | ---------------------------- | ---------------------------- |
| 2004년     | 세이부     | 1위(2위)   | 133  | 74   | 58   | 1      | .561 | 183                          | .276                         | 4.28                         | 42세                         |
| 2005년     | 세이부     | 3위(3위)   | 136  | 67   | 69   | 0      | .493 | 131                          | .275                         | 4.27                         | 43세                         |
| 2006년     | 세이부     | 2위(2위)   | 136  | 80   | 54   | 2      | .597 | 162                          | .269                         | 3.64                         | 44세                         |
| 2007년     | 세이부     | 5위        | 144  | 66   | 76   | 2      | .465 | 126                          | .264                         | 3.82                         | 45세                         |
| 2013년     | 지바 롯데  | 3위        | 144  | 74   | 68   | 2      | .521 | 91                           | .262                         | 3.77                         | 51세                         |
| 2014년     | 지바 롯데  | 4위        | 144  | 66   | 76   | 2      | .465 | 96                           | .251                         | 4.14                         | 52세                         |
| 2015년     | 지바 롯데  | 3위        | 143  | 73   | 69   | 1      | .514 | 85                           | .257                         | 3.70                         | 53세                         |
| 2016년     | 지바 롯데  | 3위        | 143  | 72   | 68   | 3      | .514 | 80                           | .256                         | 3.66                         | 54세                         |
| 2017년     | 지바 롯데  | 6위        | 143  | 54   | 87   | 2      | .383 | 95                           | .233                         | 4.22                         | 55세                         |
| 통산 : 9년 | 통산 : 9년 | 통산 : 9년 | 1266 | 626  | 625  | 15     | .500 | A클래스 : 6회, B클래스 : 3회 | A클래스 : 6회, B클래스 : 3회 | A클래스 : 6회, B클래스 : 3회 | A클래스 : 6회, B클래스 : 3회 |

- 순위에서 괄호안은 정규 시즌 순위.

#### 포스트 시즌
| 연도   | 소속      | 경기명                                        | 상대팀                     | 성적       |
| ------ | --------- | --------------------------------------------- | -------------------------- | ---------- |
| 2004년 | 세이부    | 퍼시픽 리그 플레이오프 1스테이지              | 홋카이도 닛폰햄 파이터스   | 2승 1패    |
| 2004년 | 세이부    | 퍼시픽 리그 플레이오프 2스테이지              | 후쿠오카 다이에 호크스     | 3승 2패    |
| 2004년 | 세이부    | 일본 시리즈                                   | 주니치 드래건스            | 4승 3패    |
| 2005년 | 세이부    | 퍼시픽 리그 플레이오프 1스테이지              | 지바 롯데 마린스           | 0승 2패    |
| 2006년 | 세이부    | 퍼시픽 리그 플레이오프 1스테이지              | 후쿠오카 소프트뱅크 호크스 | 1승 2패    |
| 2013년 | 지바 롯데 | 퍼시픽 리그 클라이맥스 시리즈 퍼스트 스테이지 | 사이타마 세이부 라이온스   | 2승 1패    |
| 2013년 | 지바 롯데 | 퍼시픽 리그 클라이맥스 시리즈 파이널 스테이지 | 도호쿠 라쿠텐 골든이글스   | 1승 4패 ※1 |
| 2015년 | 지바 롯데 | 퍼시픽 리그 클라이맥스 시리즈 퍼스트 스테이지 | 홋카이도 닛폰햄 파이터스   | 2승 1패    |
| 2015년 | 지바 롯데 | 퍼시픽 리그 클라이맥스 시리즈 파이널 스테이지 | 후쿠오카 소프트뱅크 호크스 | 0승 4패 ※1 |
| 2016년 | 지바 롯데 | 퍼시픽 리그 클라이맥스 시리즈 퍼스트 스테이지 | 후쿠오카 소프트뱅크 호크스 | 0승 2패    |

※1 어드밴티지 1승을 포함.